# Valeri Karpin
Valeri Georgievich Karpin (tiếng Nga: Валерий Георгиевич Карпин; sinh ngày 2 tháng 2 năm 1969) là huấn luyện viên của đội tuyển bóng đá quốc gia Nga. Ông là một cựu tiền vệ, thi đấu chủ yếu ở vị trí tiền vệ phải

## Sự nghiệp cầu thủ
Ở cấp độ câu lạc bộ, Karpin đã chơi cho Fakel Voronezh (1989), Spartak Moscow (1990–94), Real Sociedad (mùa giải 1994–96 và 2002–05), Valencia CF (1996–97), và Celta Vigo (1997–2002). Ông quyết định giải nghệ trong màu áo của Real Sociedad sau mùa giải 2004-05.

### Trong màu áo đội tuyển quốc gia
Trong màu áo đội tuyển Nga, Karpin đã thi đấu 72 trận, ghi được 14 bàn thắng (ông cũng đã từng thi đấu cho đội tuyển bóng đá CIS). Ông đã ghi bàn thắng đầu tiên cho đội tuyển Nga sau khi Liên Xô sụp đổ trong chiến thắng 2-0 trước Mexico vào ngày 17 tháng 8 năm 1992. Karpin đã cùng tuyển Nga tham dự World Cup 1994, Euro 1996 và World Cup 2002. Vào năm 1993, ông cùng đội tuyển Nga giành chức vô địch Giải bóng đá quốc tế đảo Síp khi đội tuyển Nga đánh bại đội tuyển Romania 

## Sự nghiệp huấn luyện
Vào tháng 8 năm 2008, Karpin trở thành giám đốc kỹ thuật của Spartak Moscow, thay thế Sergei Shavlo. Tháng 4 năm 2008, sau một loạt kết quả nghèo nàn, ông đã thay thế Michael Laudrup lên làm huấn luyện viên tạm quyền của câu lạc bộ. Ngày 18 tháng 4 năm 2011, Karpin tuyên bố từ chức sau một trong những khởi đầu tồi tệ nhất trong lịch sử câu lạc bộ. Cuối cùng, ông vẫn tiếp tục làm việc với tư cách là huấn luyện viên cho đến cuối mùa giải 2011–12.
Sau khi sa thải huấn luyện viên mới được bổ nhiệm là Unai Emery vào ngày 25 tháng 11 năm 2012, Karpin nhận trách nhiệm huấn luyện câu lạc bộ cho đến cuối năm. Ông sau đó chính thức trở thành huấn luyện viên của đội một lần nữa.
Vào ngày 12 tháng 8 năm 2014, ông được bổ nhiệm làm huấn luyện viên của RCD Mallorca.
Ông dẫn dắt đội bóng FC Torpedo Armavir trong mùa giải 2015-16 và giúp đội bóng này thăng hạng lên chơi tại giải đấu cao thứ hai của bóng đá Nga FNL. Dưới triều đại của Karpin, đội bóng (lúc này đã dổi tên thành FC Armavir) đã bị xuống hạng trở lại thi đấu ở giải hạng ba PFL. Vào ngày 23 tháng 6 năm 2016, ông rời câu lạc bộ.
Vào ngày 19 tháng 12 năm 2017, Karpin được công bố là tân huấn luyện viên của FC Rostov với một bản hợp đồng 2 năm rưỡi.
Vào ngày 23 tháng 7 năm 2021, Liên đoàn bóng đá Nga đã bổ nhiệm ông làm huấn luyện viên của đội tuyển Nga cho đến ngày 31 tháng 12 năm 2021 (trong suốt thời gian diễn ra chiến dịch vòng loại World Cup 2022). Ông vẫn sẽ tiếp tục huấn luyện Rostov song song cùng với đội tuyển. Hợp đồng có điều khoản được gia hạn sau ngày kết thúc.

## Truyền hình
Năm 2016, ông bắt đầu làm việc với tư cách là một chuyên gia phân tích của kênh truyền hình Match TV. Vào ngày 16 tháng 2 năm 2017, ông được bổ nhiệm làm tổng biên tập các chương trình phát sóng bóng đá cho kênh. Ông rời kênh từ ngày 24 tháng 7 năm 2017.

## Đời tư
Karpin có bốn cô con gái tên là Veronika (sinh năm 1990), Maria (sinh ngày 23 tháng 2 năm 1996), Valeria (sinh ngày 18 tháng 2 năm 2001) and Daria (sinh ngày 4 tháng 9 năm 2018). Từ năm 2017, Karpin kết hôn với một giáo viên tiếng Anh và ca sĩ là Daria Gordeeva (trước đó ông đã kết hôn hai lần). Ông có cả hai quốc tịch Nga và Tây Ban Nha

## Thống kê sự nghiệp

### Câu lạc bộ
| Câu lạc bộ          | Mùa giải            | Giải đấu             | Giải đấu | Giải đấu | Cup  | Cup | Giải châu lục | Giải châu lục | Tổng cộng | Tổng cộng |
| Câu lạc bộ          | Mùa giải            | Hạng đấu             | Trận     | Bàn      | Trận | Bàn | Trận          | Bàn           | Trận      | Bàn       |
| ------------------- | ------------------- | -------------------- | -------- | -------- | ---- | --- | ------------- | ------------- | --------- | --------- |
| Sport Tallinn       | 1986                | Soviet Second League | 10       | 1        | -    | -   | -             | -             | 10        | 1         |
| Sport Tallinn       | 1987                | Soviet Second League | 15       | 0        | -    | -   | -             | -             | 15        | 0         |
| Sport Tallinn       | Tổng cộng           | Tổng cộng            | 25       | 1        | 0    | 0   | 0             | 0             | 25        | 1         |
| CSKA Moscow         | 1988                | Soviet First League  | 3        | 0        | -    | -   | -             | -             | 3         | 0         |
| Fakel Voronezh      | 1989                | Soviet First League  | 27       | 7        | -    | -   | -             | -             | 27        | 7         |
| Spartak Moscow      | 1990                | Soviet Top League    | 21       | 0        | -    | -   | 0             | 0             | 21        | 0         |
| Spartak Moscow      | 1991                | Soviet Top League    | 28       | 3        | -    | -   | 8             | 0             | 36        | 3         |
| Spartak Moscow      | 1992                | Russian Top League   | 25       | 7        | -    | -   | 4             | 1             | 29        | 8         |
| Spartak Moscow      | 1993                | Russian Top League   | 30       | 13       | -    | -   | 8             | 4             | 38        | 17        |
| Spartak Moscow      | 1994                | Russian Top League   | 12       | 5        | -    | -   | 10            | 5             | 22        | 10        |
| Spartak Moscow      | Tổng cộng           | Tổng cộng            | 116      | 28       | 0    | 0   | 30            | 10            | 146       | 38        |
| Real Sociedad       | 1994–95             | La Liga              | 35       | 3        | 3    | 0   | -             | -             | 38        | 3         |
| Real Sociedad       | 1995–96             | La Liga              | 37       | 13       | 2    | 1   | -             | -             | 39        | 14        |
| Real Sociedad       | Tổng cộng           | Tổng cộng            | 72       | 16       | 5    | 1   | 0             | 0             | 77        | 17        |
| Valencia            | 1996–97             | La Liga              | 36       | 6        | 2    | 0   | 8             | 0             | 46        | 6         |
| Celta Vigo          | 1997–98             | La Liga              | 37       | 4        | 5    | 1   | -             | -             | 42        | 5         |
| Celta Vigo          | 1998–99             | La Liga              | 34       | 8        | 2    | 0   | 7             | 0             | 43        | 8         |
| Celta Vigo          | 1999–2000           | La Liga              | 34       | 6        | 2    | 0   | 10            | 5             | 46        | 11        |
| Celta Vigo          | 2000–01             | La Liga              | 30       | 5        | 6    | 1   | 9             | 1             | 45        | 7         |
| Celta Vigo          | 2001–02             | La Liga              | 33       | 3        | 2    | 0   | 3             | 2             | 38        | 5         |
| Celta Vigo          | Tổng cộng           | Tổng cộng            | 168      | 26       | 17   | 2   | 29            | 8             | 214       | 36        |
| Real Sociedad       | 2002–03             | La Liga              | 36       | 8        | 1    | 0   | -             | -             | 37        | 8         |
| Real Sociedad       | 2003–04             | La Liga              | 38       | 7        | 0    | 0   | 8             | 0             | 46        | 7         |
| Real Sociedad       | 2004–05             | La Liga              | 34       | 5        | 0    | 0   | 0             | 0             | 34        | 5         |
| Real Sociedad       | Tổng cộng           | Tổng cộng            | 108      | 20       | 1    | 0   | 8             | 0             | 117       | 20        |
| Tổng cộng sự nghiệp | Tổng cộng sự nghiệp | Tổng cộng sự nghiệp  | 555      | 104      | 25+  | 10  | 75            | 18            | 655       | 132       |

### Quốc tế
Nguồn:

#### CIS
| Đội tuyển CIS |      |           |
| Năm           | Trận | Bàn thắng |
| 1992          | 1    | 0         |
| Tổng cộng     | 1    | 0         |

#### Nga
| Đội tuyển Nga |      |           |
| Năm           | Trận | Bàn thắng |
| 1992          | 3    | 1         |
| 1993          | 6    | 0         |
| 1994          | 6    | 1         |
| 1995          | 8    | 3         |
| 1996          | 12   | 4         |
| 1997          | 2    | 0         |
| 1998          | 5    | 0         |
| 1999          | 9    | 6         |
| 2000          | 4    | 1         |
| 2001          | 9    | 0         |
| 2002          | 7    | 1         |
| 2003          | 1    | 0         |
| Tổng cộng     | 72   | 17        |

## Thống kê sự nghiệp huấn luyện
Tính đến ngày 24 tháng 7 năm 2021
| Đội             | Bắt đầu              | Kết thúc            | Thành tích | Thành tích | Thành tích | Thành tích | Thành tích | Thành tích |
| Đội             | Bắt đầu              | Kết thúc            | P          | W          | D          | L          | Win %      |            |
| --------------- | -------------------- | ------------------- | ---------- | ---------- | ---------- | ---------- | ---------- | ---------- |
| Spartak Moscow  | 16 tháng 4 năm 2009  | 18 tháng 3 năm 2014 | 161        | 80         | 36         | 45         | 049,69     |            |
| Mallorca        | 12 tháng 8 năm 2014  | 10 tháng 2 năm 2015 | 25         | 7          | 6          | 12         | 028,00     |            |
| Torpedo Armavir | 10 tháng 7 năm 2015  | 23 tháng 6 năm 2016 | 40         | 11         | 10         | 19         | 027,50     |            |
| Rostov          | 19 tháng 12 năm 2017 | 2 tháng 8 năm 2021  | 110        | 42         | 29         | 39         | 038,18     |            |
| Nga             | 23 tháng 7 năm 2021  | Hiện tại            | 0          | 0          | 0          | 0          | —          |            |
| Tổng cộng       | Tổng cộng            | Tổng cộng           | 336        | 140        | 81         | 115        | 041,67     |            |

## Thành tích

### Câu lạc bộ
Spartak Moscow
- Russian Top Division: 1992, 1993, 1994
- Russian Cup: 1992

Celta
- UEFA Intertoto Cup: 2000
- Copa del Rey: Á quân (2000-01)

### Cá nhân
- Đạt giải huấn luyện viên xuất sắc toàn quốc: 2000[13]